# Bengt K.Å. Johansson
Bengt Karl Åke (K.Å.) Johansson, född 4 januari 1937 i Sandared i Sandhults församling, Älvsborgs län, död 27 september 2021 i Sofia distrikt i Stockholm, var en socialdemokratisk politiker och ämbetsman.
Efter studentexamen 1955 arbetade Bengt K. Å. Johansson vid Skandinaviska banken 1955–1957 men studerade vid Göteborgs universitet, där han blev fil.mag., varefter han var lärare 1961–1963. Han var handsekreterare åt statsminister Tage Erlander 1963–1966. Johansson arbetade i Finansdepartementet 1966–1970 och i Arbetsmarknadsdepartementet 1970–1976. Efter socialdemokraternas valnederlag 1976 blev Johansson kanslichef i Finansutskottet. Efter valet 1982 var han statssekreterare i Finansdepartementet 1982–1985, innan han blev statsråd 1985 i regeringen Palme II. Johansson var biträdande finansminister (löneminister) 1985–1988 och civilminister 1988–1991.
Efter Socialdemokraternas valförlust 1991 var han landshövding i Älvsborgs län 1991–1997, som den siste ämbetsinnehavaren innan länet blev en del av Västra Götalands län 1998. Fram till 2008 var Johansson ordförande i Miljömålsrådet. Han var också verksam som medlare i arbetsmarknadskonflikter.
Han var från 1961 gift med socionom Sonja Johansson, född Edqvist. Hans privatarkiv, som omfattar cirka 70 hyllmeter, förvaras i Landsarkivet i Göteborg.